# Ijuw

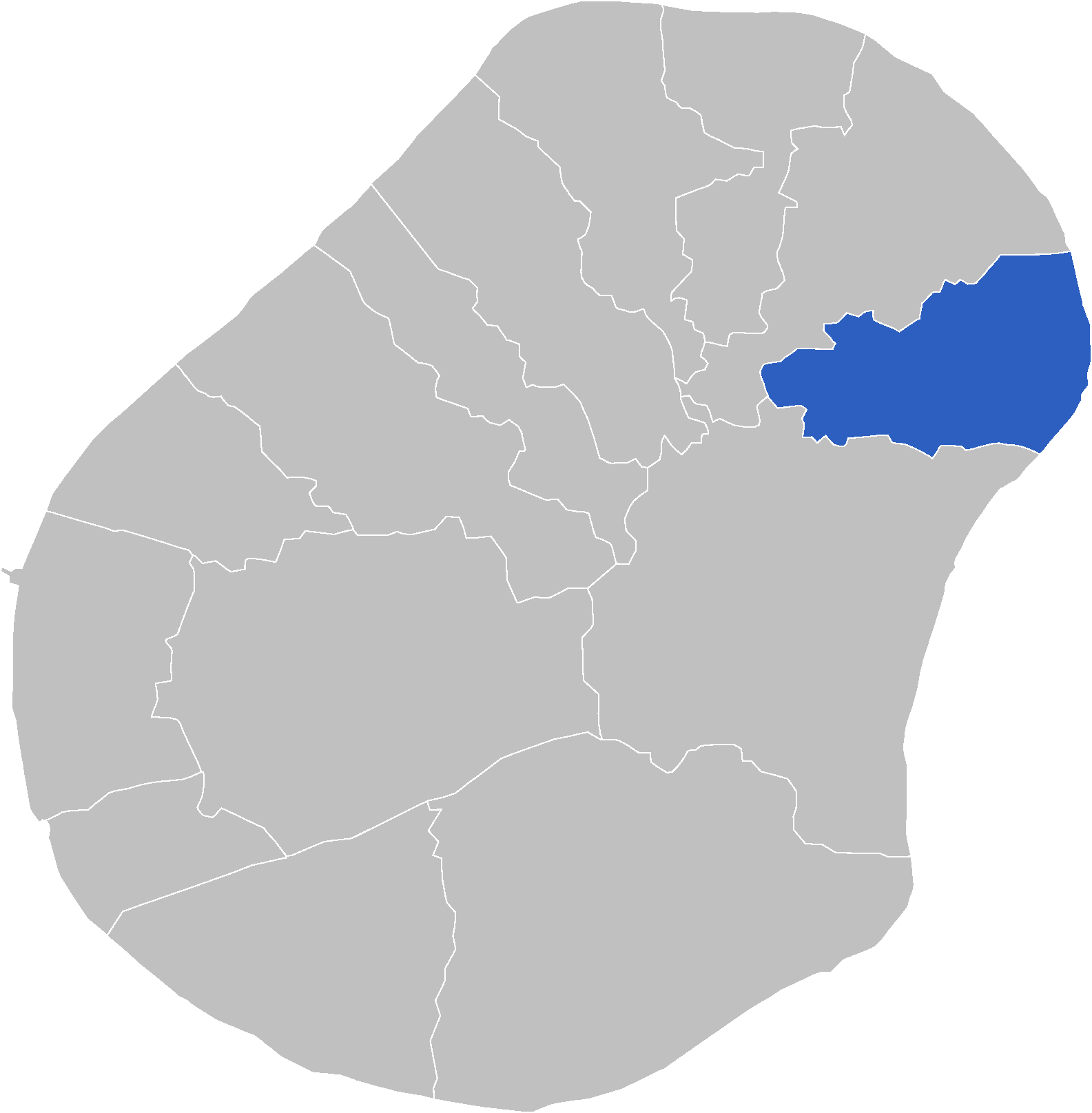
Distriktets läge på Nauru

Ijuw är ett distrikt i Nauru, beläget i den nordöstra delen av landet. Distriktet har en area på 1,1 km² och har totalt 182 invånare (2004). Den gränsar till distrikten Anabar i norr och Anibare i söder. Ijuw är också en del av valkretsen Anabar. Kap Ijuw (Cape Ijuw) är Anibarebuktens nordligaste punkt, och Naurus östligaste punkt.